# 里科·華盛頓
恩里科·阿利切諾·華盛頓（英語：Enrico Aliceno Washington，1978年5月30日—），前美國職棒大聯盟內野手，主要守備位置是三壘手、二壘手與外野手；投球的慣用手是右手，打擊則是左手。他曾經在大聯盟打了1個球季，2008年效力於聖路易紅雀隊。2009年，華盛頓曾短暫到台灣打球，加入中華職棒統一7-ELEVEn獅隊，使用的登錄名為「華盛頓」。

## 職業生涯

### 聖路易紅雀
1997年美國職棒大聯盟選秀會，畢業於瓊斯郡高中的華盛頓在第10輪被匹茲堡海盜隊選中；6月12日，他與海盜隊簽下合約。華盛頓在海盜隊的小聯盟系統打了6個球季，卻只升上2A的阿爾圖納曲球隊，始終未能登上3A。2002年，他被排除在海盜隊3A層級的保護名單之外，因此可以參加規則五選秀；12月16日被聖地牙哥教士隊選走。
2003年至2004年，華盛頓效力於教士隊的小聯盟系統；雖然升上3A，可是沒有機會登上大聯盟。2004年球季結束後，他成為自由球員。同年10月28日，華盛頓與坦帕灣魔鬼魚隊簽約。2005年，他在魔鬼魚2A的蒙哥馬利餅乾隊繳出打擊率3成的成績；球季結束後，再度成為自由球員。
2006年1月25日，聖路易紅雀隊與華盛頓簽約。他分別效力2支球隊；在2A春田紅雀隊繳出打擊率3成23的成績，而3A曼菲斯紅鳥隊的打擊率卻下滑到2成42。2007年，華盛頓在2A春田紅雀隊的打擊率只有2成63；不過3A曼菲斯紅鳥隊的打擊率進步到3成15。2008年，由於原先的替補內野手布倫丹·萊恩受傷，紅雀隊決定將他放進大聯盟名單中。
4月1日主場開幕戰，30歲的華盛頓在經歷小聯盟11個球季、4,623個打席和3,980個打數的奮鬥後，終於如願登上大聯盟。這場比賽，紅雀隊在布希體育場迎戰來訪的科羅拉多洛磯隊；他在第5局接替先發投手凱爾·洛斯上場代打，擊出內野滾地球出局，下一局更換投手時再被換下場。8局上半，萊恩·福蘭克林後援砸鍋，紅雀隊連掉2分，最終以1比2遭到洛磯隊逆轉。隔天，紅雀與洛磯三連戰的第二戰，華盛頓的首安打和打點出爐。8局下半，他同樣接替投手上場代打；面對中繼投手路易斯·坎諾打出一支二壘安打，送回一壘上的跑者亞當·甘迺迪，並帶動一波4分的攻勢，幫助紅雀隊以8比3取得球季首勝。
4月20日，最後一次在大聯盟出賽對戰舊金山巨人隊；7局上半接替右外野的防守，下半局擊出中外野高飛球出局；9局下半則揮出二壘安打，送回跑者特洛伊·格勞斯；但是紅雀隊後繼無力，終場以2比8輸球。這場比賽後，華盛頓被下放到3A的紅鳥隊；一直到球季結束，成為自由球員。他短暫登上大聯盟20天，大多擔任代打或代守，19個打數敲出3支安打，打擊率僅有1成58；不過特別的是，這3支安打都帶著打點，其中包含2支長打。而華盛頓的守備內外兼修，甚至在小聯盟擔任過捕手，是一名出色的工具人。

### 統一7-ELEVEn獅
2009年，華盛頓來到台灣尋找機會，加人中華職業棒球大聯盟的統一7-ELEVEn獅隊，使用的登錄名為「華盛頓」。3月28日，他首度在中職出賽對上兄弟象隊，擔任先發第2棒游擊手；3個打數擊出一支二壘安打，貢獻1分打點，還選到1次四壞球保送；獅隊也以5比1贏得球季開幕戰。4月4日，華盛頓在1比1的情況下，砲轟兄弟象隊先發投手曾嘉敏，揮出一支3分全壘打，中職首轟出爐，也是勝利打點。該役獅隊7分全部是靠全壘打得到的，終場以7比1獲勝。4月9日，統一獅對La New熊隊；他在5個打數打出3支安打，演出中職首次猛打賞，還貢獻2分打點，幫助球隊以6比3取勝，賽後也獲選單場最有價值球員。在台灣打球有一件趣事，因為捕手高政華與華盛頓的中文名都有個「華」字，所以隊友和教練以「大華」來稱呼高政華，他的綽號則是「小華」。
4月16日，華盛頓擔任第一棒開路先鋒；1局下半就從兄弟象隊先發投手昂斯手中轟出「首局首打席全壘打」，中華職棒第103次。這時還發生一件插曲；獅隊球員在擊出全壘打後，會將獅子絨毛玩具丟上內野看台送給觀眾；當他把娃娃拋上觀眾席時，一名接到娃娃的女性球迷，竟被男性球迷從手中強行奪走。隔日，統一球團為此發出聲明稿，強調維護球迷看球安全的決心。
4月21日，統一獅與兄弟象展開一場打擊大戰；華盛頓單場打出5支一壘安打，打擊率從賽前的2成46，飆升至2成96。獅隊在第6局攻下一波9分的大局，最終以14比10擺脫象隊追趕，他也再次獲選單場最有價值球員。4月24日，華盛頓在台灣的最後一場比賽；面對La New熊隊投手，1個打數沒有安打；最後獅隊以8比2擊敗熊隊。
5月5日，統一球團決定與他解約；原因是腰傷使得左膝的舊傷發作，不能穩定出賽。5月20日，沒想到黯然返美的華盛頓在網站撰文，表示獅隊管理階層說謊，他在肌肉酸痛被指示休息後，就突然接獲解約消息。而領隊林增祥則回應華盛頓舊傷在身，打擊與守備表現也不符預期，遭到解約是很正常的事。他在獅隊短暫出賽19場，留下打擊率2成97、全壘打3支和打點12分的成績。
2010年，華盛頓前往美國独立棒球联盟，加入堪薩斯市丁骨隊。2011年球季，他再與丁骨隊續約，繳出打擊率3成10的好成績；之後轉往蓋瑞南岸鐵道貓隊打球。2012年，華盛頓繼續效力鐵道貓隊。

## 職棒生涯成績
美國職棒成績：
| 年度 | 球隊 | 場次 | 打席 | 打數 | 得分 | 安打 | 二壘打 | 三壘打 | 全壘打 | 打點 | 盜壘 | 四壞 | 三振 | 打擊率 | 上壘率 | 長打率 |
| 2008 | STL  | 14   | 22   | 19   | 2    | 3    | 2      | 0      | 0      | 3    | 0    | 3    | 6    | .158   | .273   | .263   |
| 1年  | 1年  | 14   | 22   | 19   | 2    | 3    | 2      | 0      | 0      | 3    | 0    | 3    | 6    | .158   | .273   | .263   |

中華職棒成績：
| 年度 | 球隊 | 場次 | 打席 | 打數 | 得分 | 安打 | 二壘打 | 三壘打 | 全壘打 | 打點 | 盜壘 | 四壞 | 三振 | 打擊率 | 上壘率 | 長打率 |
| 2009 | 統一 | 19   | 86   | 74   | 17   | 22   | 3      | 0      | 3      | 12   | 3    | 7    | 4    | .297   | 0.376  | 0.459  |
| 1年  | 1年  | 19   | 86   | 74   | 17   | 22   | 3      | 0      | 3      | 12   | 3    | 7    | 4    | .297   | 0.376  | 0.459  |

## 外部連結
- 里科·華盛頓在美國職棒（英语）
- 里科·華盛頓在中華職棒
- 里科·華盛頓在Baseball-Reference.com（大聯盟）（英语）
- 里科·華盛頓在Baseball-Reference.com（小聯盟以及海外聯盟）（英语）
- 里科·華盛頓在ESPN（MLB）（英语）
- 里科·華盛頓在FanGraphs.com（英语）
- 里科·華盛頓在The Baseball Cube（英语）